# 오다카정 (아이치현)
오다카정(大高町)은 아이치현 지타군에 설치되었던 정이다. 현재의 나고야시 미도리구에 해당한다.